# Saint-Hellier
Saint-Hellier är en kommun i departementet Seine-Maritime i regionen Normandie i norra Frankrike. Kommunen ligger i kantonen Bellencombre som tillhör arrondissementet Dieppe. År 2022 hade Saint-Hellier 517 invånare.

## Befolkningsutveckling
Antalet invånare i kommunen Saint-Hellier
| Referens: INSEE |